# Мале Сесвете
Мале Сесвете (хрв. Male Sesvete) су насељено место у саставу града Крижевца, Копривничко-крижевачка жупанија, Хрватска.

## Историја
До територијалне реорганизације у Хрватској биле су у саставу старе општине Крижевци.

## Становништво
У попису становништва из 2011. године, Мале Сесвете су имале 46 становника.
| Број становника према пописима | Број становника према пописима | Број становника према пописима | Број становника према пописима | Број становника према пописима | Број становника према пописима | Број становника према пописима | Број становника према пописима | Број становника према пописима | Број становника према пописима | Број становника према пописима | Број становника према пописима | Број становника према пописима | Број становника према пописима | Број становника према пописима | Број становника према пописима |
| ------------------------------ | ------------------------------ | ------------------------------ | ------------------------------ | ------------------------------ | ------------------------------ | ------------------------------ | ------------------------------ | ------------------------------ | ------------------------------ | ------------------------------ | ------------------------------ | ------------------------------ | ------------------------------ | ------------------------------ | ------------------------------ |
| 1857                           | 1869                           | 1880                           | 1890                           | 1900                           | 1910                           | 1921                           | 1931                           | 1948                           | 1953                           | 1961                           | 1971                           | 1981                           | 1991                           | 2001                           | 2011                           |
| 0                              | 0                              | 0                              | 0                              | 116                            | 119                            | 105                            | 111                            | 102                            | 100                            | 109                            | 81                             | 84                             | 64                             | 51                             | 46                             |

Напомена: Насеља Мале Сесвете и Велике Сесвете исказују се од 1900. До 1890. исказивано је насеље по имену Сесвете. Подаци за то некадашње насеље налазе се у насељу Велике Сесвете.

### Попис1910.
| Мале Сесвете                                        | Мале Сесвете                                                 |
| --------------------------------------------------- | ------------------------------------------------------------ |
| језик                                               | вера                                                         |
| укупно: 119 Српски 98 (82,35%) Хрватски 21 (17,64%) | укупно: 119 Православци 98 (82,35%) Римокатолици 21 (17,64%) |